# Цветов, Игорь Сергеевич
Цве́тов Игорь Сергеевич (укр. Ігор Сергійович Цвєтов; род. 2 марта 1994) — украинский легкоатлет, мастер спорта Украины, четырёхкратный чемпион летних Паралимпийских игр 2016 и 2024 годов.

## Биография
Занимается легкой атлетикой в Николаевском региональном центре по физической культуре и спорту инвалидов «Инваспорт». Двукратный чемпион международного турнира 2016.
Дебютант и двукратный чемпион XV летних Паралимпийских игр 2016 года среди спортсменов с церебральным параличом. В забеге на 100 метров в квалификации Игорь Цветов установил новый мировой рекорд (12,22 секунды), обойдя достижения китайца Ян Сена на летних Паралимпийских играх 2008 года в Пекине. В финале забега на 200 метров установил паралимпийский рекорд (25,11 секунды), улучшив более чем на полсекунды свое же достижение в квалификации (25,64 секунды).

## Награды
- Орден «За заслуги» I ст. (18 сентября 2024) — за достижение высоких спортивных результатов на ХVІІ летних Паралимпийских играх в городе Париже (Французская Республика), проявленную самоотверженность и волю к победе, утверждение международного авторитета Украины[5].
- Орден «За заслуги» II ст. (16 сентября 2021) — за значительный личный вклад в развитие паралимпийского движения, достижения высоких спортивных результатов на XVI летних Паралимпийских играх в городе Токио (Япония), проявленные самоотверженность и волю к победе, утверждение международного авторитета Украины[6].
- Орден «За заслуги» III ст. (4 октября 2016) — За достижение высоких спортивных результатов на XV летних Паралимпийских играх 2016 года в Рио-де-Жанейро (Федеративная Республика Бразилия), проявленные мужество, самоотверженность и волю к победе, утверждение международного авторитета Украины[7].